# Franz Seraph von Orsini-Rosenberg
Franz Seraph von Rosenberg-Orsini, II principe Orsini-Rosenberg (Graz, 18 ottobre 1761 – Vienna, 4 agosto 1832), è stato un nobile e generale austriaco.

## Biografia

### Giovinezza e guerre controrivoluzionarie
Nato il a Graz, il conte Franz Seraph von Orsini-Rosenberg proveniva da un'antica famiglia della nobiltà austriaca, gli Orsini-Rosenberg. Suo padre era il conte e politico Vinzenz von Orsini-Rosenberg, discendente dal noto feldmaresciallo imperiale Raimondo Montecuccoli e del vice cancelliere imperiale Dominik Andreas I von Kaunitz. Nel 1780 egli entrò in servizio nell'esercito austriaco e più precisamente nel reggimento di carabinieri Toscana come Luogotenente, divenendo capitano nel 1785.
Nel 1787 con lo scoppio della guerra contro i turchi, egli venne trasferito al reggimento di cavalleggeri "Kinsky" nº7. A quel tempo uno squadrone di quel reggimento era equipaggiato con delle lance come gli shaquis turchi e questo era un vero e proprio esperimento all'interno dell'esercito e rappresentava per certi versi un'innovazione. Rosenberg-Orsini venne posto a capo di questo squadrone e il 22 luglio 1788 egli ricevette il battesimo del fuoco presso la diga di Bazanja e il fiume Sava. Qui, su iniziativa dell'Orsini, il suo gruppo fece una grandiosa carica per venire in aiuto alla fanteria del reggimento "Pellegrini" nº49 che si trovava in pesante difficoltà col nemico, il che contribuì alla vittoria finale. Per il valore dimostrato, egli venne promosso Colonnello Luogotenente nel reggimento di corazzieri "Mack" nº20 ed ottenne l'insegna di cavaliere dell'Ordine Militare di Maria Teresa il 19 dicembre 1790.
Nel 1792 il suo reggimento venne inviato nell'alto Reno dove si distinse nella Battaglia di Bergzabern del 1793. Dal 1794 Orsini divenne Colonnello e ottenne il comando del suo reggimento. Nel 1795 egli prestò servizio nell'armata dell'alto Reno sotto il conte von Wurmser distinguendosi nell'Assedio di Mannheim (19 ottobre - 22 novembre) e nella Battaglia di Frankenthal del 12 novembre. Nel 1796 egli prese parte alla Battaglia di Malsch (9 luglio), e sotto il comando del conte Theodor Baillet-Latour si scontrò con la colonna del generale Desaix. Dopo la Battaglia di Neresheim (11 agosto), egli si spostò a nord al seguito dell'armata dell'arciduca Carlo d'Asburgo-Teschen per poi raggiungere il conte von Wartensleben nel Palatinato superiore.

### Guerre napoleoniche
Nella Battaglia di Amberg (24 agosto), egli distrusse tre battaglioni della retroguardia del generale francese Jourdan ed ottenne due bandiere nemiche. Egli si distinse nuovamente nella Battaglia di Würzburg il 2 settembre. Il 18 settembre 1796, Orsini venne promosso Maggiore Generale e venne posto al comando della brigata di cavalleria della divisione di Hotze sempre nell'Alto Reno. Nel 1799 egli comandò parte dell'avanguardia dell'arciduca Carlo in Svevia e combatté a Ostrach (21 marzo), Stockach (25 marzo) ed a Frauenfeld (Svizzera) il 25 maggio, ove venne ferito alla testa da un colpo di sciabola. Egli combatté anche nella Prima battaglia di Zurigo il 4 giugno di quell'anno. La sua armata, successivamente, fece ritorno in Svevia; il 18 settembre Orsini si distinse nuovamente negli scontri di Neckarau e Mannheim ove fece molti prigionieri e prese possesso della città.
L'anno successivo, egli prestò servizio nuovamente in Svevia sotto il feldmaresciallo von Nauendorf, combattendo a Engen (3 maggio), Mösskirch (5 maggio) e Biberach il 9 maggio. Poco dopo questo egli venne accusato di essere "troppo critico verso i suoi superiori e colleghi", ma trovò il modo comunque di distinguersi venendo promosso Feldmaresciallo Luogotenente il 3 gennaio 1801 e divenendo proprietario del 13º reggimento di dragoni imperiali. Il 18 agosto di quell'anno ricevette la croce di Commendatore dell'Ordine Militare di Maria Teresa.
Nel 1805 comandò una divisione del corpo del generale Dadovich in Italia e combatté a Caldiero il 29-31 ottobre, venendo poi inviato a Colognola Alta. Nel 1808 egli divenne anche cavaliere del Toson d'Oro austriaco ed ottenne il titolo di Principe. Durante la campagna del 1809 egli ottenne il comando del IV corpo d'armata e combatté a Teugn-Hausen il 19 aprile, a Eggmühl (22 aprile), a Aspern (21-22 aprile) ed a Wagram (5-6 maggio), dove ebbe un ruolo chiave. A seguito dell'esito disastroso della campagna, egli cadde in sfavore ma venne nominato Generale ispettore di cavalleria e nel 1811 membro del Consiglio Aulico di Guerra. 

### Ultimi anni e morte
Due anni dopo l'Orsini recuperò i suoi favori verso la corona e divenne Consigliere Privato dell'Imperatore e Generale di Cavalleria. 
Si ritirò dall'esercito il 30 agosto 1830 e morì il 4 agosto 1832 a Vienna

## Ascendenza
|                                                                 |                        |                                           | Genitori                                              |  |  | Nonni |  |  | Bisnonni                       |  |  | Trisnonni                                           |  |
|                                                                 |                        |                                           |                                                       |  |  |       |  |  | Wolfgang Andreas von Rosenberg |  |  | Johann Andreas von Rosenberg, I barone di Rosenberg |  |
|                                                                 |                        |                                           |                                                       |  |  |       |  |  | Wolfgang Andreas von Rosenberg |  |  | Johann Andreas von Rosenberg, I barone di Rosenberg |  |
|                                                                 |                        | Juliana Kulmer von Rosenbichl             |                                                       |  |  |       |  |  | Wolfgang Andreas von Rosenberg |  |  |                                                     |  |
| Philipp Josef von Orsini-Rosenberg                              |                        |                                           |                                                       |  |  |       |  |  | Wolfgang Andreas von Rosenberg |  |  |                                                     |  |
|                                                                 |                        | Ernestina Barbara Montecuccoli            | Raimondo Montecuccoli                                 |  |  |       |  |  |                                |  |  |                                                     |  |
|                                                                 |                        | Ernestina Barbara Montecuccoli            | Raimondo Montecuccoli                                 |  |  |       |  |  |                                |  |  |                                                     |  |
|                                                                 |                        | Ernestina Barbara Montecuccoli            | Maria Josepha Margaretha van Dietrichstein-Nikolsburg |  |  |       |  |  |                                |  |  |                                                     |  |
| Vinzenz von Orsini-Rosenberg                                    |                        | Ernestina Barbara Montecuccoli            |                                                       |  |  |       |  |  |                                |  |  |                                                     |  |
|                                                                 |                        | Dominik Andreas I von Kaunitz             | Leopold Wilhelm von Kaunitz                           |  |  |       |  |  |                                |  |  |                                                     |  |
|                                                                 |                        | Dominik Andreas I von Kaunitz             | Leopold Wilhelm von Kaunitz                           |  |  |       |  |  |                                |  |  |                                                     |  |
|                                                                 |                        | Dominik Andreas I von Kaunitz             | Eleonore von Dietrichstein                            |  |  |       |  |  |                                |  |  |                                                     |  |
| Maria Dominika von Kaunitz                                      |                        | Dominik Andreas I von Kaunitz             |                                                       |  |  |       |  |  |                                |  |  |                                                     |  |
|                                                                 |                        | Maria Eleonora von Sternberg              | Adolph Wratislaw von Sternberg                        |  |  |       |  |  |                                |  |  |                                                     |  |
|                                                                 |                        | Maria Eleonora von Sternberg              | Adolph Wratislaw von Sternberg                        |  |  |       |  |  |                                |  |  |                                                     |  |
|                                                                 |                        | Maria Eleonora von Sternberg              | Anna Lucia Slawate von Chlum und Košumberk            |  |  |       |  |  |                                |  |  |                                                     |  |
| Franz Seraph von Orsini-Rosenberg, II principe Orsini-Rosenberg |                        | Maria Eleonora von Sternberg              |                                                       |  |  |       |  |  |                                |  |  |                                                     |  |
|                                                                 | Leopold von Stubenberg | Franz Georg von Stubenberg                |                                                       |  |  |       |  |  |                                |  |  |                                                     |  |
|                                                                 | Leopold von Stubenberg | Franz Georg von Stubenberg                |                                                       |  |  |       |  |  |                                |  |  |                                                     |  |
|                                                                 | Leopold von Stubenberg | Maria Katharina von Rindsmaul             |                                                       |  |  |       |  |  |                                |  |  |                                                     |  |
| Georg VII von Stubenberg                                        | Leopold von Stubenberg |                                           |                                                       |  |  |       |  |  |                                |  |  |                                                     |  |
|                                                                 |                        | Maria Regina Zollner                      | Franz Johann Ludwig Zollner                           |  |  |       |  |  |                                |  |  |                                                     |  |
|                                                                 |                        | Maria Regina Zollner                      | Franz Johann Ludwig Zollner                           |  |  |       |  |  |                                |  |  |                                                     |  |
|                                                                 |                        | Maria Regina Zollner                      | Maria Anna Attems                                     |  |  |       |  |  |                                |  |  |                                                     |  |
| Anna Maria Juliana Josepha von Stubenberg                       |                        | Maria Regina Zollner                      |                                                       |  |  |       |  |  |                                |  |  |                                                     |  |
|                                                                 |                        | Karl Weikhard Breunner                    | Ferdinand Ernst Breunner                              |  |  |       |  |  |                                |  |  |                                                     |  |
|                                                                 |                        | Karl Weikhard Breunner                    | Ferdinand Ernst Breunner                              |  |  |       |  |  |                                |  |  |                                                     |  |
|                                                                 |                        | Karl Weikhard Breunner                    | Maria Katharina Susanna von Vetter und von der Lilie  |  |  |       |  |  |                                |  |  |                                                     |  |
| Marie Cäcilia Breunner                                          |                        | Karl Weikhard Breunner                    |                                                       |  |  |       |  |  |                                |  |  |                                                     |  |
|                                                                 |                        | Maria Cäcilia Catharina von Dietrichstein | Franz Anton Adam von Dietrichstein                    |  |  |       |  |  |                                |  |  |                                                     |  |
|                                                                 |                        | Maria Cäcilia Catharina von Dietrichstein | Franz Anton Adam von Dietrichstein                    |  |  |       |  |  |                                |  |  |                                                     |  |
|                                                                 |                        | Maria Cäcilia Catharina von Dietrichstein | Maria Rosina von Trauttmansdorff                      |  |  |       |  |  |                                |  |  |                                                     |  |
|                                                                 |                        | Maria Cäcilia Catharina von Dietrichstein |                                                       |  |  |       |  |  |                                |  |  |                                                     |  |